# Јеврејско гробље у Шапцу
Јеврејско гробље (Доњошорско гробље) у Шапцу јесте непокретно културно добро као споменик културе.

## Положај и опис
Јеврејско гробље је смештено поред шабачког доњошорског гробља и основано је почетком друге половине 19. века. Најстарији споменици су скромнији, са основним подацима о покојнику. Пред крај 19. и почетком 20. века спомени су од мермера, раскошније израде, са ширим и китњастијим посветама. Ово указује на економско снажење шабачке јеврејске колоније. Натписи на споменицима су написани двојезично, на хебрејском и српском језику.
Гробље је до летњих месеци 1941. године било активно, а затим је запуштено нестанком Јеврејске заједнице у вртлогу Другог светског рата. Оно се данас одржава и остало је у целости очувано и може се видети са самог пута. 36 споменика и 130 рођених Шапчана тог гробља сведоче о два века једног народа кога у Шапцу више нема.